# 罗马嫩戈
罗马嫩戈（義大利語：Romanengo），是意大利克雷莫纳省的一个市镇。总面积14平方公里，人口3043人，人口密度217.4人/平方公里（2009年）。国家统计（ISTAT）代码为019086。